# Johanna Doderer

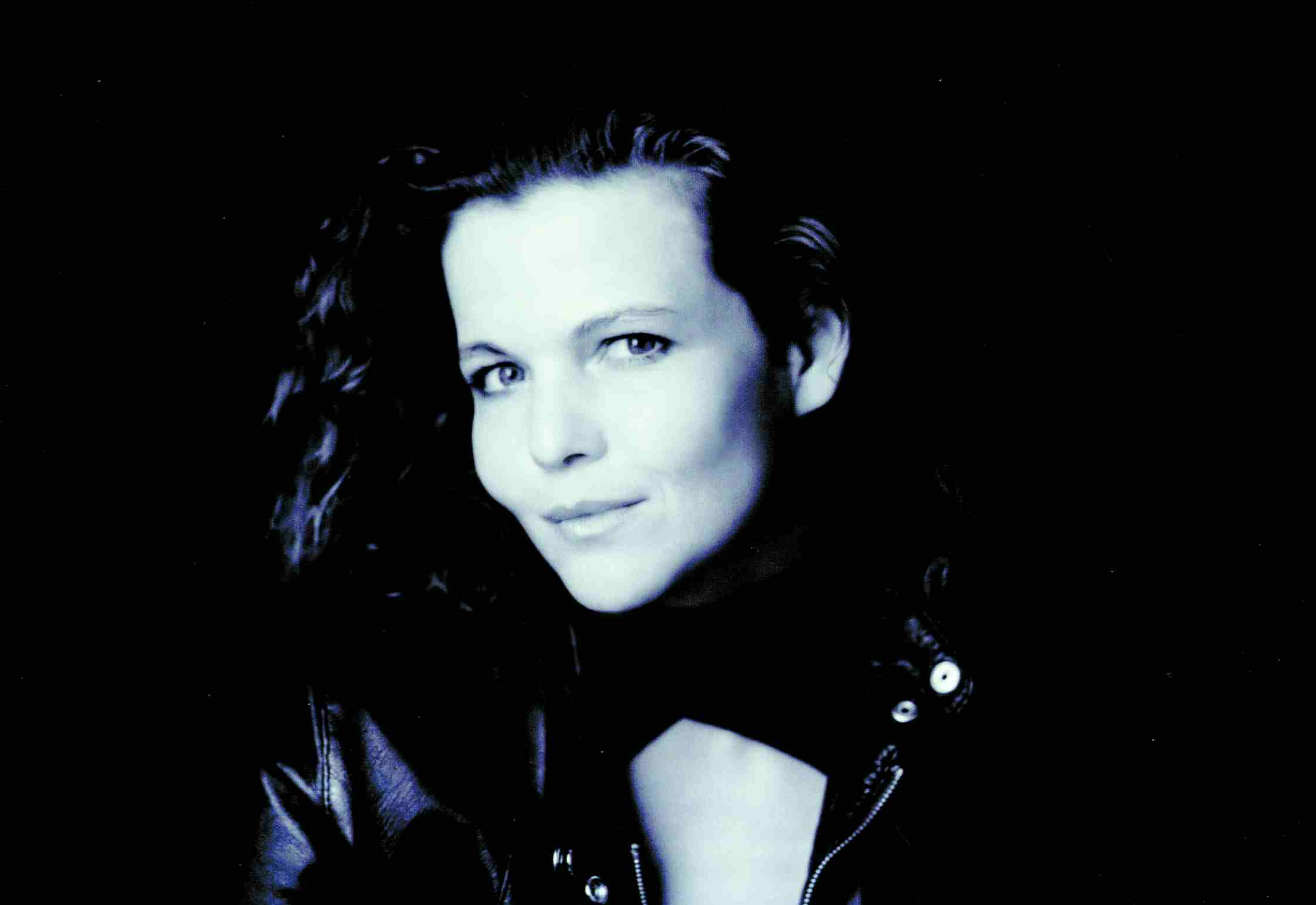
Johanna Doderer (2004)

Johanna Doderer (* 18. September 1969 in Bregenz) ist eine österreichische Komponistin.

## Leben und Werk
Johanna Doderer stammt aus der Familie von Doderer. Sie ist die Tochter des Fachlehrers Wilhelm (Helmo) Gustav Erich Doderer (* 1918) und seiner Frau Maria Sommerauer (* 1938). Ihre Schwester ist Imogena Doderer (* 4. Mai 1975), Journalistin beim ORF und Filmemacherin, ihr Großonkel war der Schriftsteller Heimito von Doderer, ihr Ur-Urgroßvater der Architekt Carl Wilhelm von Doderer.
Johanna Doderer studierte in Graz bei Beat Furrer (Komposition) und später in Wien bei Klaus-Peter Sattler (Film- und Medienkomposition) sowie Erich Urbanner (Komposition). Sie lebt in Wien.
Einen wesentlichen Stellenwert in ihrem Schaffen hat die regelmäßige Arbeit mit Künstlern wie z. B. Patricia Kopatchinskaja, Sylvia Khittl-Muhr, Marlis Petersen, Ulf Schirmer und Edua Zadory.
Johanna Doderers Werk erstreckt sich von der Kammermusik über Orchesterwerke bis hin zu Opern. Im Musiktheater sieht sie einen besonderen Schwerpunkt ihrer künftigen Arbeit.
Am 1. September 2006 wurde ihre zweite Oper „STROM“ im MuseumsQuartier Wien erfolgreich uraufgeführt. Am 27. September 2006 war sie mit einem neuen Auftragswerk (für Akkordeon und Streicher 1, DWV 45) beim internationalen Festival Klangspuren in Schwaz (Österreich) vertreten. Im Rahmen des Haydn-Jahres 2009 wurde ihr 2. Klaviertrio in Eisenstadt und London aufgeführt. Im Mai 2009 wurde Doderers Salve Regina im Rahmen der Konzert-Reihe Paradisi Gloria in München uraufgeführt. Im selben Monat fand die Uraufführung von Doderers Antonia-Pozzi-Liederzyklus in Mailand statt. Im Rahmen von Linz Kulturhauptstadt 2009 wurde Doderers Studie über Zaha Hadids Gemälde Vision for Madrid uraufgeführt.
2010 wurde auf Wunsch von Bundespräsident Heinz Fischer Johanna Doderers Streichquintett während der Feierlichkeiten seiner Angelobung im österreichischen Parlament gespielt. 2010 fand Ende Oktober die Uraufführung von Doderers vierter Oper Der leuchtende Fluss in der Neuen Oper Erfurt (Deutschland) statt. Der leuchtende Fluss behandelt das Schicksal von Ira Hayes, der durch das Photo Raising the Flag on Iwo Jima zu Ruhm gelangte, aber daran zerbrach.
Seit 2010 setzte sie sich mit der Lyrik Ingeborg Bachmanns und Paul Celans auseinander. Am 27. April 2011 brachte die Sopranistin Ildikó Raimondi (Wiener Staatsoper) mit einem Quartett der Wiener Philharmoniker Doderers Liederzyklus sub rosa nach Gedichten von Ingeborg Bachmann in Wien zur Uraufführung.
Am 10. Dezember 2012 widmete die Kunstuniversität Graz der Komponistin eine Personale.
Anlässlich des Staatsaktes zur Hundertjahrfeier der Republik Österreich in der Wiener Staatsoper am 12. November 2018 wurde der 2. Satz ihrer 2. Symphonie von den Wiener Philharmonikern gespielt und von Ádám Fischer dirigiert.
Am 28. April 2024 wurde ihr Werk Friedensmesse als erste Komposition einer Frau in der 525-jährigen Geschichte der Wiener Hofmusikkapelle uraufgeführt.

## Konzerte und andere Auftragskompositionen
Münchner Rundfunkorchester, Wiener Symphoniker, Royal Liverpool Philharmonic (Ensemble 10/10), Brucknerorchester, Haydn-Trio Eisenstadt, Wiener Concert-Verein, Klangspuren Schwaz, Bregenzer Festspiele, Festival Montepulciano, A•DEvantgarde-Festival in München, Camerata Academica Salzburg, Klangforum Wien, Die Reihe, Pierrot Lunaire Ensemble, Ensemble Europeo Antidogma Musica Torino, Sounding London, Savaria Symphonieorchester Szombathely, Festival Internazionale di Musica Antica e Contemporanea Torino, Festival Nuovi Spazi Musicali Roma, Musikwerkstatt Wien, Ensemble Plus, Open Music Graz, Österreichisches Ensemble für Neue Musik Salzburg, Ensemble Lux, Ensemble Linz 09 etc.

## Werkverzeichnis (DWV) (Stand 18. September 2006)
Opern
- Die Fremde (2000/01; DWV 28). Oper in einem Akt. Libretto: Johanna Doderer (nach Euripides’ Drama Medea). Dauer: 70 min.
- Strom (2002–06; DWV 29). Oper in einem Akt. Libretto: Johanna Doderer (nach Euripides’ Drama Die Bakchen). Dauer: 110 min.
- Falsch verbunden (2006; DWV 43). Kurzoper. Libretto: Daniel Glattauer. Dauer: 15 min. UA 2007 (sirene Operntheater)
- Der leuchtende Fluss (2008–2010; DWV 45). Libretto: Wolfgang Hermann. Dauer: 150 Min. UA Theater Erfurt Oktober 2010
- Fatima, oder von den mutigen Kindern (2013–2015). Oper für Kinder in 1 Akt. Libretto: Rafik Schami/René Zisterer. UA 23. Dezember 2015 Wiener Staatsoper
- Liliom (2013–2016). Oper in 2 Akten. Auftragswerk des Staatstheaters am Gärtnerplatz München. Text von Ferenc Molnár / Libretto: Josef Ernst Köpplinger. UA 4. November 2016 Staatstheater am Gärtnerplatz München.
- Schuberts Reise nach Atzenbrugg (2020–2021). Oper in einem Akt. Auftragswerk des Staatstheaters am Gärtnerplatz München. Libretto: Peter Turrini. Streaming-Vorpremiere am 30. April 2021, UA 16. Mai 2021 Staatstheater am Gärtnerplatz München.

Lieder
- Liederzyklus (10 Lieder) nach Gedichten von Antonia Pozzi, für Sopran, Bariton und Klavier (60 min). 2009 DWV 58
- Orchesterlieder für Mezzosopran und Klavier nach Texten von Wolfgang Hermann (Klavierfassung). 2005 DWV 40 a
- Lieder für Bariton und Klavier nach Texten von Wolfgang Hermann (12 min). 2003 DWV 33
- Für ein Obdach am Rand aller Sinne. Lied für Sopran und Klavier nach einem Text von Christine Lavant (10 min). 2000 DWV 21

Vokalmusik
- Salve Regina. Werk für Sopran, Chor und Orchester (24 min) DWV 53, Auftragswerk des Bayerischen Rundfunks
- Mon cher cousin. Werk für Sopran und Orchester (22 min) 2007 DWV 49, Auftragswerk der Stadt Augsburg zum int. Mozartfest 2008
- Astraios. Werk für Mezzosopran und Kammerorchester. 2006 DWV 42
- Orchesterlieder nach Texten von Wolfgang Hermann, für Mezzosopran. 2005 DWV 40
- Messe für Wilhelm Doderer, 2 Mezzosoprane und Orgel Wien (12 min). 2002 DWV 30
- Feuerkreis für Sopran, Mezzosopran und Vokalensemble nach Texten von Reinhard Kräuter (15 min). 1998 DWV 16
- Terra für Sopran und Orchester (23 min). 1997 DWV 14
- Terra für Sopran und Instrumentalensemble (12 min). 1997 DWV 13
- Rot, nach Texten von Reinhard Kräuter für Sopran und Streichquartett (15 min). 1996 DWV 12
- Klänge aus einer verlorenen Zeit für Alt, Chor, Viola und Gläser(10 min). 1994 DWV 8
- Der Verfall. Passion nach Texten von Georg Trakl für Sopran, Chor und Kammerorchester (15 min). 1991 DWV 3

Chor
- Drei Chorstudien. 2006 DWV 46
- Vergessene Erde für Chor (4 min). 1995 DWV11

Orchester
- 40 sec. für großes Orchester 2009  DWV 59
- Studie über Zaha Hadids Gemälde „Vision for Madrid“ (16 min) 2009 DWV 55. Auftragswerk im Rahmen von „Linz Kulturhauptstadt 2009“
- Fanfare. 2006 DWV 44
- Rondane. Fassung für großes Orchester (15 min). 2001 DWV 26
- Für Orchester. Orchesterstudie (6 min). 1999 DWV 19
- Ikarus für Streichorchester (15 min). 1991 DWV 9
- Eine Sonnenfinsternis für Streichorchester und Pauken (20 min). 1993 DWV 4

Solo und Solokonzert
- Für Solovioline (5 min). 2005 DWV 39
- Violinkonzert (45 min). 2004/2005 DWV 35
- Bolero für 2 Klaviere und Orchester (30 min). 2004 DWV 36
- Für Orchester oder Violoncello Solo (10 min). 2000 DWV 22
- Phantasien über den Grenzwald für Klavier (8 min). 2004 DWV 34
- Toccata für Orgel (10 min). 2003 DWV 32

Kammerorchester
- Psalm 2, Kammerorchesterfassung (12 min). 2006 DWV 41.
- Rondane für Kammerorchester (10 min). 2000 DWV 20
- Skumring für Instrumentalensemble (25 min). 1995 DWV 10

Kammermusik
- Für Akkordeon und Streicher 1 (14 Min). 2006 DWV 45
- Werk für Violoncello und Klavier (ca. 15 min). 2005 DWV 38
- Psalm 2 für Streichquartett (12 min). 2005 DWV 37
- Klaviertrio (15 min). 2002 DWV 31
- erwachen III für 3 Geigen (30 min). 2001 DWV 27
- silence I für Violine und Klavier (15 min). 2001 DWV 25
- silence II für Violine und Violoncello (12 min). 2001 DWV 24
- running für Schlagzeug und Klavier (15 min). 2001 DWV 23
- Stimmen für Instrumentalensemble (15 min). 1999 DWV18
- erwachen II für 3 Geigen (10 min). 1998 DWV 17
- Feuerkreis für Streichquintett (16 min). 1997 DWV 15
- Psalm Streichquartett (18 min). 1994 DWV 7
- Brennpunkt für Streicher und javanische Gongs (20 min). 1994 DWV 6
- erwachen I für 3 Geigen (8 min). 1993 DWV 5
- Fall 1 für Flöte, Violine und Violoncello (4 min). 1991 DWV 1
- Fall 2 für Instrumentalensemble (15 min). 1991 DWV 2

Frühe Studien
- Ziel für Violine und Violoncello (2 min). 1991
- Stück für zwei Violinen und Violoncello (4 min). 1991
- Zwiespalt für Flöte und Violoncello (2 min). 1991

## Tonträger
- ORF-CD, mit Ulf Schirmer, Patricia Kopatchinskaja u. a.; Für Violine und Orchester, Bolero für zwei Klaviere und Orchester, Rondane für Orchester
- „Mon cher cousin“, mit Ulf Schirmer, dem Münchner Rundfunkorchester, Salome Kammer u. a.
- Im Zusammenhang mit dem Augsburger Mozartfest 2008 entstandene CD u. a. mit Johanna Doderers „Mon cher cousin“ für Sopran und Orchester
- CAPRICCIO, D2H - Dedicated To Haydn mit Haydn Trio Eisenstadt (3 CDs)
- Im Zusammenhang mit der Eröffnung des Haydnjahres im Mai 2009 in Eisenstadt erschienene CDs u. a. mit Johanna Doderers 2. Klaviertrio
- ORF/Ö1 CAPRICCIO - „Music Is My Life. Selected Chamber Music“. Live-Mitschnitt vom Kulturfest Traisental 2017. Mit Ferhan & Ferzan Önder, Auner Quartet, Duo Arcord

## Auszeichnungen
- 2001 Wiener-Symphoniker-Stipendium
- 2002 Österreichisches Staatsstipendium für Komponistinnen und Komponisten
- 2002 Kulturpreis der Stadt Feldkirch
- 2002 Kulturpreis der Stadt Wien (Sparte Musik) (?)
- 2004/2005, 2013 Composer in Residence, Wiener Concert-Verein[3]
- 2004 SKE Publicity Preis
- 2014 Ernst-Krenek-Preis
- 2018 Composer in Residence (Millstätter Musikwochen)
- 2020  Kompositionspreis des Landes Vorarlberg